# Logan Chalmers
Logan Chalmers (* 24. März 2000 in Dundee) ist ein schottischer Fußballspieler, der bei Partick Thistle unter Vertrag steht.

## Karriere

### Verein
Logan Chalmers wurde in Dundee geboren und ging im Alter von 10 Jahren in die Jugendakademie von United.
Chalmers unterschrieb im Juli 2016 seinen ersten Vertrag als Profispieler bei dem Verein. Seinen ersten Einsatz in der ersten Mannschaft gab er im Abschiedsspiel von Seán Dillon im März 2017. Sein Debüt in einem Pflichtspiel für United absolvierte er im Juli des gleichen Jahres im Scottish League Cup gegen den FC Cowdenbeath.

### Nationalmannschaft
Chalmers spielte im Jahr 2016 einmal für die U-17-Nachwuchsmannschaft der Scottish Football Association.